# Daniel Frank Walls
Daniel Frank Walls (1942 — Auckland, 12 de maio de 1999) foi um físico teórico neozelandês.
Estudou física na Universidade de Auckland. Foi especialista em óptica quântica. Recebeu a Medalha Hector de 1988.